# Йоахим Пшебендовський
Йоахим Пшебендовський (герб «Пшебендовські»; 1675, Янішево — 21 травня 1721, Янів Підляцький) — польський римо-католицький єпископ, єпископ Луцької дієцезії в 1714—1721 роках.

## Життєпис
Закінчивши єзуїтську молодшу школу, Пшебендовський навчався в Парижі, а потім вступив до теологічної семінарії в Хелмно.
Висвячений на священика 21 січня 1710, після чого почав працювати каноніком Собору святих Станіслава і Вацлава у Кракові, а потім куратором колегіальної церкви у Вісліці. Преконізований Папою Климентом XI на ординарія Луцької єпархії (5 жовтня 1716).
6 червня 1717 освятив храм Св. Богородиці і Мучениці Дороти у Вінні-Посьвентній.
У 1719 брав участь в підготовчому процесі оголошення Св. Андрія Боболі блаженним.